# Sébastien Bertrand
Pour les articles homonymes, voir Sébastien Bertrand (homonymie).
Sébastien Bertrand, né le 5 août 1978 à Montpellier, est un footballeur français. Il évolue au poste de défenseur latéral gauche ou de défenseur central de la fin des années 1990 au début des années 2010.
Formé au Montpellier HSC, il effectue la majorité de sa carrière en championnat de France National ou CFA.
Il remporte avec l'équipe de France des moins de 19 ans le Championnat d'Europe de football des moins de 19 ans en 1997.

## Biographie
Sébastien Bertrand commence le football au Montpellier HSC et effectue toute sa formation dans ce club. Ses performances en équipe de jeunes lui ouvrent les portes de l'équipe de France des moins de 16 ans avec qui il dispute en 1995 le Championnat d'Europe de football des moins de 17 ans. Les Français terminent quatrième de cette compétition. En 1996, il remporte avec les juniors montpelliérains la Coupe Gambardella en s'imposant en finale face au FC Nantes sur le score d'un but à zéro, but inscrit par Ibrahima Bakayoko.
En fin de saison 1997, il dispute avec l'équipe de France des moins de 19 ans le Championnat d'Europe de football des moins de 19 ans avec son coéquipier Michel Rodriguez. Les Français, dirigés par Jean-François Jodar, s'imposent un but à zéro face au Portugal sur un but en or de Louis Saha. Lors de la saison 1998-1999, il fait ses débuts en équipe première, dans un match de la onzième journée du championnat, disputée face au FC Sochaux. Il entre en jeu, en remplacement de Philippe Delaye, à la 64e minute de la rencontre disputée au Stade Bonal et perdue sur le score de quatre buts à zéro. Il dispute au total trois rencontres de championnat au poste d'arrière gauche.
Blessé en fin de saison, le club montpelliérain ne lui propose pas de contrat professionnel et Sébastien Bertrand rejoint alors le FC Rouen en CFA sur les conseils de son frère Wilfried également footballeur professionnel. Il joue vingt-et-une rencontres sous les couleurs normandes et, en fin de saison, il est contacté par le Red Star et le RC Paris, club évoluant en National avec lequel il s'engage finalement. Il remporte avec le club parisien le groupe D de CFA en 2004.
Sébastien Bertrand rejoint en 2005 l'Entente Sannois Saint-Gratien après cinq ans passés sous le maillot du Racing. Il ne reste qu'une saison dans ce club avant de revenir chez les Racingmmen retombés en CFA2. Avec ses coéquipiers, il remporte le titre de champion de France de CFA 2, groupe F, en fin de saison.
En 2008, il s'engage avec le Red Star. En deux saisons, il ne joue que dix rencontres de championnat avec le club audanien à la suite de troubles de la coagulation. Revenu au FC Rouen, il dispute une rencontre avec ce club lors de la saison 2010-2001 avant de mettre fin à sa carrière

## Palmarès
Sébastien Bertrand remporte avec les juniors du Montpellier HSC la Coupe Gambardella en 1996. Avec le RC Paris, il remporte le groupe D de CFA en 2004 et le groupe F de CFA 2 en 2007.
Avec l'équipe de France des moins de 19 ans, il gagne le Championnat d'Europe de football des moins de 19 ans en 1997. Il termine également quatrième du Championnat d'Europe de football des moins de 17 ans en 1995.

## Statistiques
Le tableau ci-dessous résume les statistiques en match officiel de Sébastien Bertrand durant sa carrière de joueur,.
| Saison                | Club                  | Championnat           | Championnat | Championnat | Coupe(s) nationale(s) | Coupe(s) nationale(s) | Total | Total |
| Saison                | Club                  | Division              | M.          | B.          | M.                    | B.                    | M.    | B.    |
| 1998-1999             | Montpellier HSC       | Division 1            | 3           | 0           | -                     | -                     | 3     | 0     |
| 1999-2000             | FC Rouen              | CFA                   | 21          | 1           | -                     | -                     | 21    | 1     |
| 2000-2001             | RC Paris              | National              | 16          | 0           | -                     | -                     | 16    | 0     |
| 2001-2002             | RC Paris              | National              | 8           | 0           | -                     | -                     | 8     | 0     |
| 2002-2003             | RC Paris              | CFA                   | 32          | 0           | -                     | -                     | 32    | 0     |
| 2003-2004             | RC Paris              | CFA                   | 29          | 0           | 1                     | 1                     | 30    | 1     |
| 2004-2005             | RC Paris              | National              | 32          | 0           | -                     | -                     | 32    | 0     |
| 2005-2006             | Entente SSG           | National              | 20          | 0           | 2                     | 0                     | 22    | 0     |
| 2006-2007             | RC Paris              | CFA2                  | 26          | 1           | -                     | -                     | 26    | 1     |
| 2007-2008             | RC Paris              | CFA                   | 16          | 0           | -                     | -                     | 16    | 0     |
| 2008-2009             | Red Star              | CFA                   | 10          | 0           | 3                     | 0                     | 13    | 0     |
| 2009-2010             | Red Star              | CFA                   | -           | -           | -                     | -                     | 0     | 0     |
| 2010-2011             | FC Rouen              | CFA                   | 1           | 0           | -                     | -                     | 1     | 0     |
| Total sur la carrière | Total sur la carrière | Total sur la carrière | 214         | 2           | 6                     | 1                     | 220   | 3     |